# John Bachtell
John Bachtell (* 26. März 1956 in Yellow Springs, Ohio) ist ein US-amerikanischer Politiker (CPUSA) und Gewerkschafter. Von 2014 bis 2019 war er Vorsitzender der Kommunistischen Partei der USA (CPUSA).

## Leben
Bachtell wuchs in Ohio, Pittsburgh sowie Albuquerque auf und studierte am Antioch College Politikwissenschaften. 1978 schloss er seine Studien mit dem Grad Bachelor of Arts ab. Seit August 1978 lebt er in Chicago.
1977 trat er der CPUSA bei. Bis 2014 war er unter anderem Vorsitzender der CPUSA in Illinois, dem Bundesstaat New York und Ohio sowie zudem Mitglied im Zentralkomitee der Partei.
Auf dem XXX. Parteitag der CPUSA (13. bis 15. Juni 2014) wurde Bachtell zum Vorsitzenden der CPUSA gewählt. Auf dem folgenden XXXI. Parteitag CPUSA (im Juni 2019) wurden Rosanna Cambron und Joe Sims zu seinen Nachfolgern gewählt.
Seit seinem Ausscheiden aus dem Amt des Parteivorsitzenden ist er Geschäftsführer des Long View Publishing Co.-Verlags, welcher die Online-Zeitung People’s World herausgibt.

## Standpunkte
Nach der Wahl zum Vorsitzenden der CPUSA äußerte sich Bachtell in einem Artikel der Political Affairs zu Strategie und Taktik seiner Partei. Demnach strebe die CPUSA einen friedlichen Übergang zum Sozialismus an, solange dies möglich sei. Die Vereinigten Staaten hätten eine lange demokratische Tradition, die zunehmend an Bedeutung gewinne. Es gelte daher, den Kampf in der Wahlarena auszutragen und über eine breite antirassistische, antimonopolistische Koalition Mehrheiten zu gewinnen. Die Erfahrungen aus Ländern wie Venezuela könnten hierbei ein nützliches Beispiel sein.